# Marielle Goitschel
Marielle Goitschel (Sainte-Maxime, 28 settembre 1945) è un'ex sciatrice alpina francese.
Considerata la miglior sciatrice degli anni 1960, con sette titoli mondiali, due olimpici e tre Coppe del mondo di specialità è la sciatrice francese più titolata di tutti i tempi, nonché l'unica donna ad aver ottenuto la medaglia d'oro (tra Mondiali e Olimpiadi) nelle quattro specialità di discesa libera, slalom speciale, slalom gigante e combinata.

## Biografia

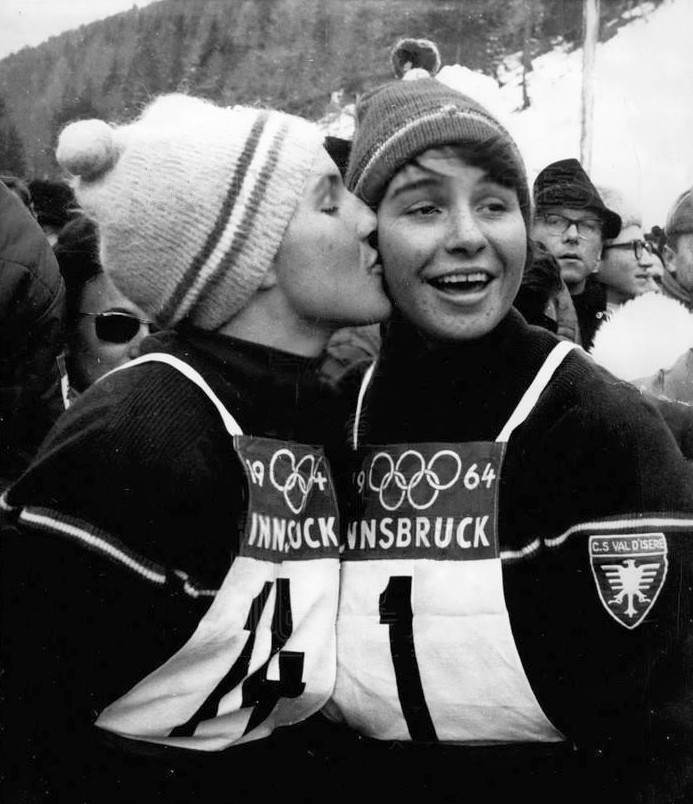
Christine (a sinistra) e Marielle Goitschel al termine dello slalom speciale dei IX Giochi olimpici invernali di

Marielle Goitschel, originaria di Val-d'Isère dove i suoi genitori possedevano un hotel, proviene da una famiglia di grandi tradizioni negli sport invernali: è sorella di Christine e Patricia, a loro volta sciatrici alpine, e zia dello sciatore di velocità Philippe.

### Carriera sciistica

#### Stagioni 1959-1962
Entrò nella nazionale francese all'età di quattordici anni e debuttò in campo internazionale in occasione della discesa libera disputata a Cortina d'Ampezzo il 14 febbraio 1959 (31ª); nel 1960 si classificò 3ª nello slalom speciale del Grand Prix Feminine (Saint-Gervais-les-Bains, 23 gennaio).
La stagione 1960-1961 fu compromessa da un infortunio al ginocchio subito durante le prove della discesa libera dell'Hahnenkamm di Kitzbühel del 20 gennaio; tornata alle gare nella stagione seguente, vinse lo slalom speciale del Critérium de la première neige 1961 (Val-d'Isère, 14-17 dicembre) ed esordì ai Campionati mondiali a Chamonix 1962, dove vinse la medaglia d'oro nella combinata, quella d'argento nello slalom speciale e si classificò 11ª nella discesa libera e 4ª nello slalom gigante.

#### Stagioni 1963-1964

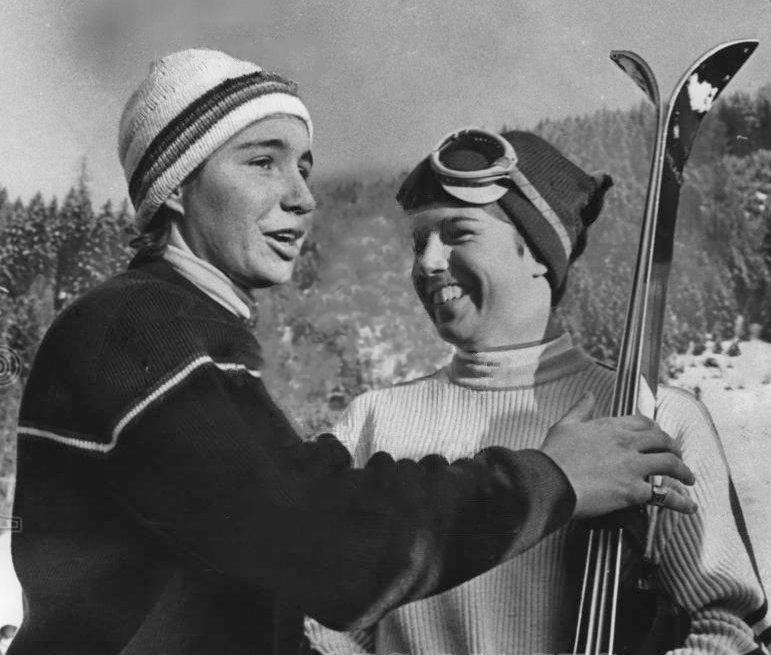
Marielle Goitschel (a destra) con Jean Saubert a Badgastein il 16 gennaio 1964

Nella stagione 1962-1963 vinse lo slalom speciale e la combinata del Critérium de la première neige (Val-d'Isère, 12-16 dicembre), lo slalom gigante di Oberstaufen (4 gennaio), lo slalom gigante delle SDS-Rennen (Grindelwald, 8-11 gennaio) e lo slalom speciale e la combinata della Coppa Foemina (Abetone, 22-23 febbraio).
Nella stagione 1963-1964, dopo essersi imposta nello slalom speciale e nella combinata delle SDS-Rennen (Grindelwald, 7-10 gennaio), nella combinata delle Silberkrugrennen (Badgastein, 15-16 gennaio) e nello slalom gigante e nello slalom speciale del Goldeck (Spittal an der Drau, 18-19 gennaio), esordì ai Giochi olimpici invernali e a Innsbruck 1964 (rassegna valida anche come Mondiali 1964) si aggiudicò la medaglia d'oro nello slalom gigante, la medaglia d'argento nello slalom speciale e si classificò 10ª nella discesa libera; vinse anche la medaglia d'oro nella combinata, disputata in sede olimpica ma valida solo ai fini iridati. Nel prosieguo della stagione vinse la combinata del trofeo Arlberg-Kandahar (Garmisch-Partenkirchen, 14-16 febbraio), i due slalom speciali del trofeo Zlata lisica (Maribor, 29 febbraio-1º marzo) e lo slalom gigante e lo slalom speciale del Grand Prix du Savoie (Méribel, 21-22 marzo).

#### Stagioni 1965-1966
Nel 1965 vinse nuovamente la combinata dell'Arlberg-Kandahar (Sankt Anton am Arlberg, 15-17 gennaio); si impose quindi nello slalom gigante, nello slalom speciale e nella combinata delle Goldschlüsselrennen (Schruns, 19-21 gennaio), nello slalom speciale e nella combinata del Grand Prix Feminine (Saint-Gervais-les-Bains, 27-29 gennaio), nello slalom gigante e nei due slalom speciali del Bud Werner Memorial (Vail, 12-15 marzo) e nella discesa libera, nello slalom speciale e nella combinata della Harriman Cup (Sun Valley, 23-24 marzo).
Nella successiva stagione 1965-1966 si aggiudicò lo slalom speciale di Oberstaufen (8 gennaio), lo slalom speciale e la combinata delle SDS-Rennen (Grindelwald, 11-14 gennaio), lo slalom speciale e la combinata del Grand Prix Feminine (Saint-Gervais-les-Bains, 27-29 gennaio), lo slalom speciale e la combinata del trophée Trois Vallées (Méribel/Courchevel, 2-6 marzo), lo slalom speciale degli International American Championships (Stowe, 18-20 marzo) e lo slalom gigante e lo slalom speciale del Bud Werner Memorial (Sun Valley, 23-27 marzo). Al termine della stagione ai Mondiali di Portillo 1966 (5-14 agosto) andò a medaglia in tutte le gare disputate, vincendo l'oro nella discesa libera, nello slalom gigante e nella combinata e l'argento nello slalom speciale.

#### Stagioni 1967-1968

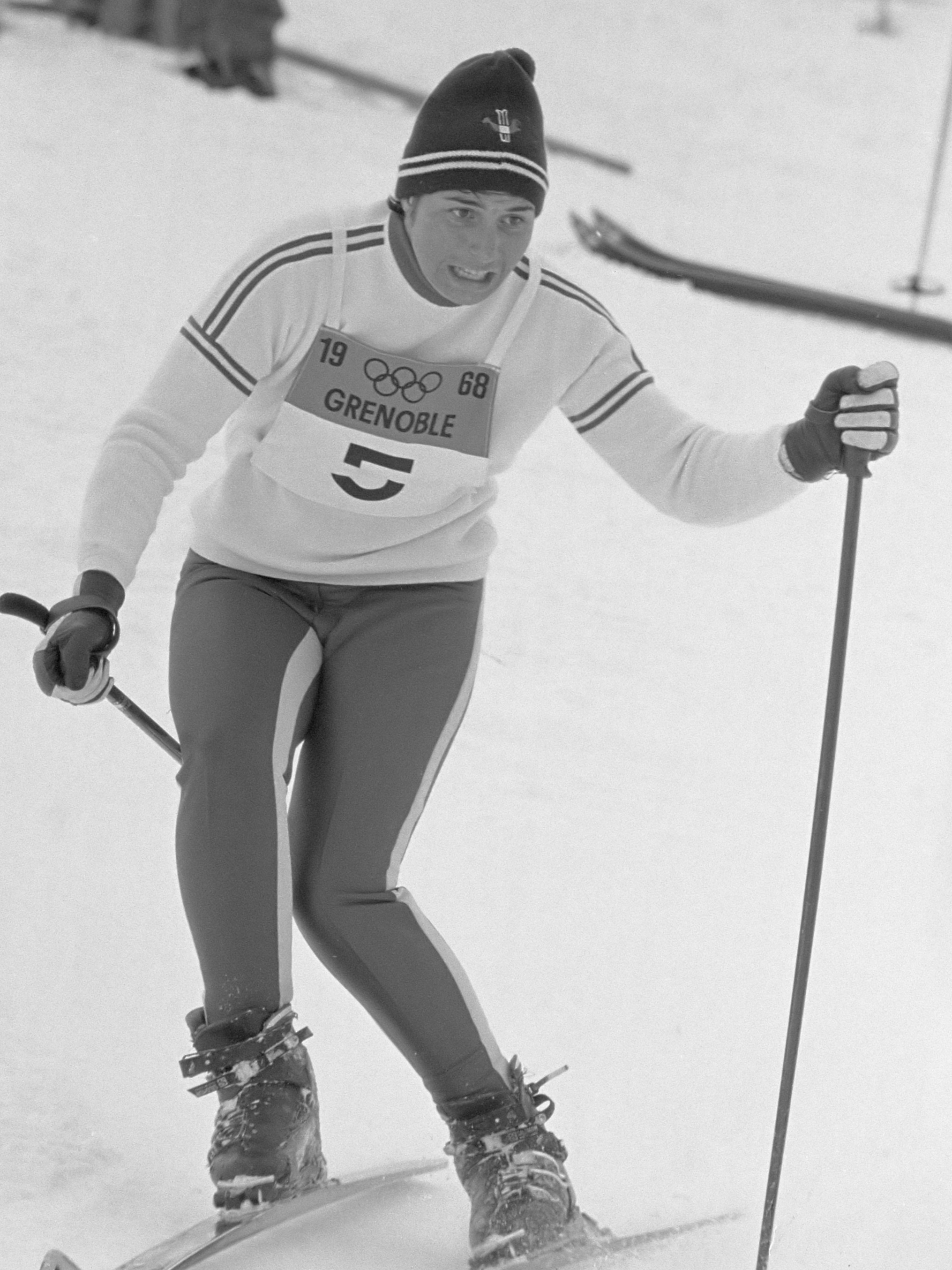
Marielle Goitschel durante la gara di slalom speciale dei X Giochi olimpici invernali di

Nella stagione 1966-1967 partecipò alla prima edizione della Coppa del Mondo: esordì nella gara inaugurale, lo slalom speciale disputato a Oberstaufen il 7 gennaio (senza completare la prova), ottenne il primo piazzamento il giorno successivo nella medesima località in slalom gigante (5ª); in seguito colse il primo podio, l'11 gennaio a Grindelwald in slalom gigante (3ª), e la prima vittoria, il 18 gennaio a Schruns in discesa libera. A fine stagione si aggiudicò due coppe di cristallo di specialità, nella discesa libera (superando la connazionale Isabelle Mir di 9 punti) e nello slalom speciale (a pari merito con l'altra francese Annie Famose), e chiuse al 2º posto la classifica generale, alle spalle di Nancy Greene di 4 punti; i suoi podi stagionali furono 8, con 4 vittorie. Tra le gare non valide per la Coppa del Mondo vinse le combinate delle Goldschlüsselrennen (Schruns, 18-19 gennaio), del Grand Prix Feminine (Saint-Gervais-les-Bains, 26-28 gennaio) e dell'Arlberg-Kandahar (Sestriere, 3-5 marzo), lo slalom gigante e lo slalom speciale della Coppa dei Paesi alpini (Badgastein, 7-12 febbraio) e lo slalom speciale del Bud Werner Memorial (Vail, 16-18 marzo).
Ai X Giochi olimpici invernali di Grenoble 1968, sua ultima presenza olimpica e iridata, incrementò il palmarès con un'altra medaglia d'oro, nello slalom speciale; si classificò inoltre 8ª nella discesa libera, 7ª nello slalom gigante e vinse la medaglia d'argento nella combinata, disputata in sede olimpica ma valida solo ai fini dei Mondiali 1968. In quella stessa stagione in Coppa del Mondo bissò il successo nella classifica di slalom speciale (con 5 punti di margine su Gertrud Gabl e Florence Steurer, seconde a pari merito); i suoi podi stagionali furono 8, con 3 vittorie tra le quali l'ultima della sua carriera (nonché ultimo podio), il 28 marzo 1968 a Rossland in slalom speciale. Tra le gare non valide per la Coppa del Mondo, vinse la combinata delle SDS-Rennen (Grindelwald, 10-11 gennaio); in Coppa del Mondo ottenne l'ultimo piazzamento il 31 marzo a Rossland in slalom gigante (20ª) e prese per l'ultima volta il via il 6 aprile a Heavenly Valley in slalom speciale, senza completare la sua ultima gara in carriera.

### Altre attività

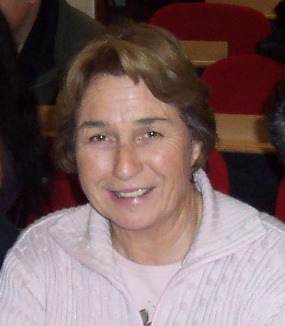
Marielle Goitschel nel 2008

Nel 1984 fondò "L'académie des neiges" ("L'accademia delle nevi") in Val Thorens, un centro di vacanze per colonie e scuole sciistiche infantili. La Goitschel è stata alla guida di una scuola di sci, presidente di "Ski sécurité et protection sur les pistes", madrina dell'"Association Française Lesch-Nyhan Action" e si è impegnata nel campo della politica.

## Palmarès

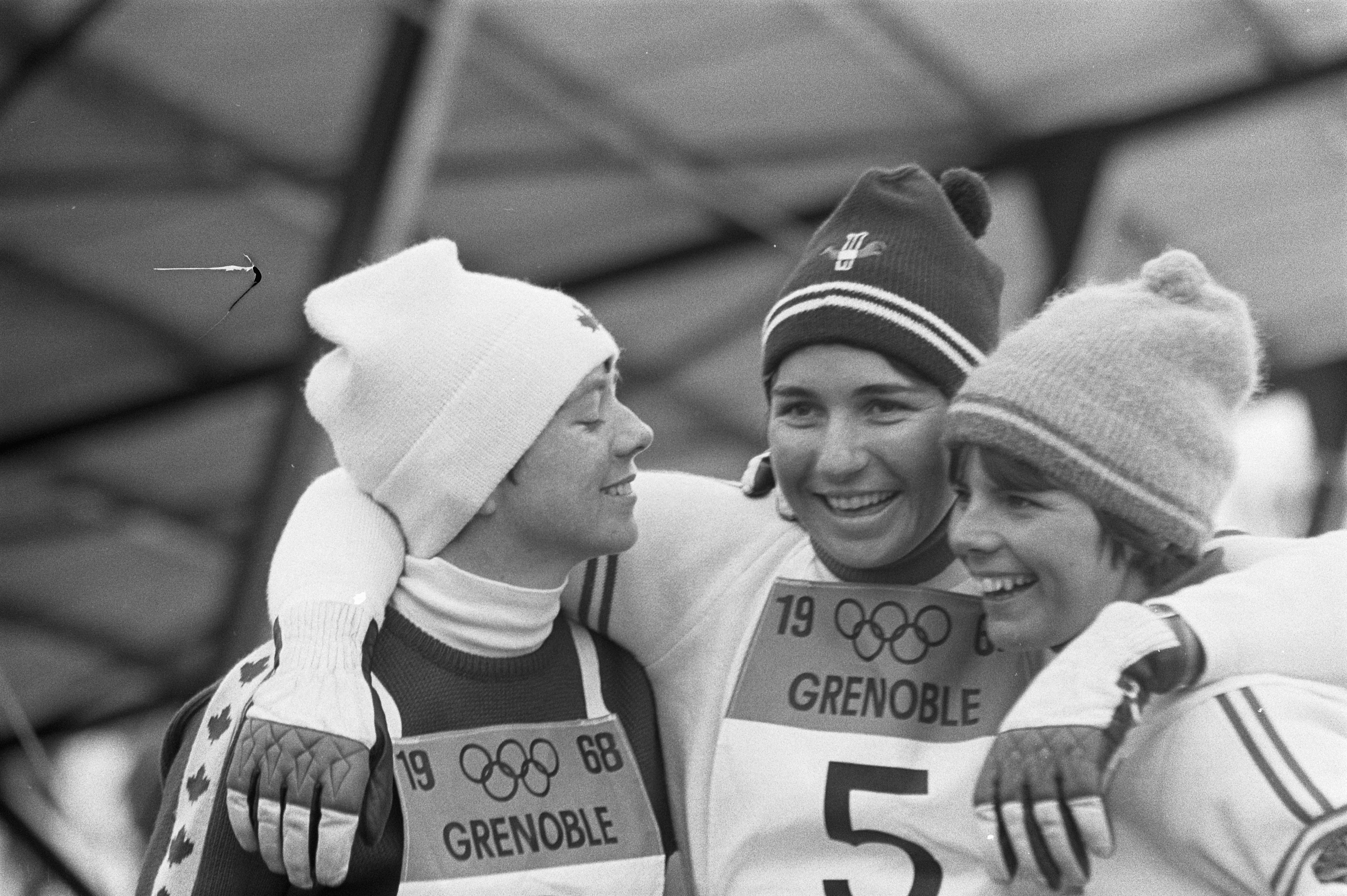
Il podio dello slalom speciale dei X Giochi olimpici invernali di : da sinistra, Nancy Greene (argento), Marielle Goitschel (oro) e Annie Famose (bronzo)

### Olimpiadi
- 3 medaglie, valide anche ai fini dei Mondiali:
  - 2 ori (slalom gigante a Innsbruck 1964; slalom speciale[39] a Grenoble 1968)
  - 1 argento (slalom speciale a Innsbruck 1964)

### Mondiali
- 8 medaglie, oltre a quelle vinte in sede olimpica:
  - 5 ori (combinata a Chamonix 1962; combinata a Innsbruck 1964; discesa libera[28], slalom gigante, combinata a Portillo 1966)
  - 3 argenti (slalom speciale a Chamonix 1962; slalom speciale a Portillo 1966; combinata a Grenoble 1968)

### Classiche
Arlberg-Kandahar
- 4 vittorie (combinata a Garmisch-Partenkirchen 1964; combinata a Sankt Anton am Arlberg 1965; discesa libera[39], combinata a Sestriere 1967)

Bud Werner Memorial
- 6 vittorie (slalom gigante, slalom speciale/1, slalom speciale/2 a Vail 1965; slalom gigante, slalom speciale a Sun Valley 1966; slalom speciale a Vail 1967)

Coppa Foemina
- 2 vittorie (slalom speciale, combinata ad Abetone 1963)

Critérium de la première neige
- 3 vittorie (slalom speciale a Val-d'Isère 1961; slalom speciale, combinata a Val-d'Isère 1962)

Goldschlüsselrennen
- 6 vittorie (slalom gigante, slalom speciale, combinata a Schruns 1965; discesa libera[39], slalom speciale[39], combinata a Schruns 1967)

Grand Prix Feminine
- 5 vittorie (slalom speciale, combinata a Saint-Gervais-les-Bains 1965; slalom speciale, combinata a Saint-Gervais-les-Bains 1966; combinata a Saint-Gervais-les-Bains 1967)

Harriman Cup
- 3 vittorie (discesa libera, slalom speciale, combinata a Sun Valley 1965)

SDS-Rennen
- 6 vittorie (slalom gigante a Grindelwald 1963; slalom speciale, combinata a Grindelwald 1964; slalom speciale, combinata a Grindelwald 1966; combinata a Grindelwald 1968)

Silberkrugrennen
- 1 vittoria (combinata a Badgastein 1964)

Zlata lisica
- 2 vittorie (slalom speciale/1, slalom speciale/2 a Maribor 1964)

### Coppa del Mondo
- Miglior piazzamento in classifica generale: 2ª nel 1967
- Vincitrice della Coppa del Mondo di discesa libera nel 1967
- Vincitrice della Coppa del Mondo di slalom speciale nel 1967 e nel 1968
- 16 podi:
  - 7 vittorie
  - 6 secondi posti
  - 3 terzi posti

#### Coppa del Mondo - vittorie
| Data             | Località    | Paese          | Specialità |
| ---------------- | ----------- | -------------- | ---------- |
| 18 gennaio 1967  | Schruns     | Austria        | DH         |
| 19 gennaio 1967  | Schruns     | Austria        | SL         |
| 3 marzo 1967     | Sestriere   | Italia         | DH         |
| 12 marzo 1967    | Franconia   | Stati Uniti    | SL         |
| 6 gennaio 1968   | Oberstaufen | Germania Ovest | SL         |
| 13 febbraio 1968 | Chamonix    | Francia        | SL         |
| 28 marzo 1968    | Rossland    | Canada         | SL         |

Legenda:

DH = discesa libera

SL = slalom speciale

### Campionati francesi
- 8 ori (slalom gigante, slalom speciale, combinata[senza fonte] nel 1965[41]; slalom gigante, slalom speciale, combinata[42] nel 1966; slalom gigante[43], slalom speciale nel 1967)[1]
- 1 argento (dati parziali: discesa libera nel 1965[41])

## Statistiche

### Podi in Coppa del Mondo
| Stagione/Specialità | Discesa libera | Discesa libera | Discesa libera | Slalom gigante | Slalom gigante | Slalom gigante | Slalom speciale | Slalom speciale | Slalom speciale | Podi totali |
| ------------------- | -------------- | -------------- | -------------- | -------------- | -------------- | -------------- | --------------- | --------------- | --------------- | ----------- |
| Stagione/Specialità | 1º             | 2º             | 3º             | 1º             | 2º             | 3º             | 1º              | 2º              | 3º              | Podi totali |
| 1967                | 2              |                |                |                | 1              | 1              | 2               | 2               |                 | 8           |
| 1968                |                |                | 1              |                | 2              |                | 3               | 1               | 1               | 8           |
| Totale              | 2              | 0              | 1              | 0              | 3              | 1              | 5               | 3               | 1               | 16          |
| Totale              | 3              | 3              | 3              | 4              | 4              | 4              | 9               | 9               | 9               | 16          |

## Riconoscimenti
- Prix Monique Berlioux dell'Accademia francese dello sport (1962, 1968)[1]
- Prix Henri Deutsch de la Meurthe dell'Accademia francese dello sport (1964, 1966)[1]